# Торре Акваліна
«То́рре Аквалі́на» (або Вежа Акваліна; ісп. Torre Aqualina) — висотна житлова будівля, збудована 2009 року в Росаріо, найбільшому місті провінції Санта-Фе в Аргентині. Хмарочос розташований в мікрорайоні Мартін, на розі вулиць Сан-Луїс і Алем, за декілька кварталів на південь від Національного монумента прапору.
Висота вежі — 125 м, в ній 40 поверхів квартир преміум-класу та два цокольних поверхи. Загальна площа приміщень — 14 700 м2. З апартаментів відкривається вид на центр міста і річку Парана.
Будівництво завершено в кінці 2009 року. До завершення будівництва веж «Дольфінес Гуарані» «Торре Акваліна» був найвищою будівлею в місті Росаріо й у всій Аргентині (за межами Буенос-Айреса).

## Проєктування та будівництво
«Торре Акваліна» спроєктував Маріо Роберто Альварес, архітектор із Буенос-Айреса. Серед інших його робіт — вежа Ле-Парк (найвища житлова будівля в Аргентині), головна будівля філії Національного банку Аргентини в Росаріо, аеропорти Неукена і Кордови.
Відтоді, як проєкт було вперше представлено 2003 року, жителі району критикували Торре Акваліна. Будівельники запевняли, що будівля буде гармоніювати з навколишнім середовищем. Під час будівництва вежі роботи припиняли дві судові постанови, винесені через вимоги щодо проведення екологічних вишукувань для оцінки впливу вежі на навколишнє середовище. 2005 року також було подано позов проти муніципалітету Росаріо, який дозволив продовжити будівництво, попри судові постанови. Справа йшла вгору по судових інстанціях, і в травні 2007 року Верховний суд провінції Санта-Фе постановив, що вивчати вплив Торре Акваліна на навколишнє середовище немає потреби.